# Are You "Fried Chickenz"??
Az Are You "Fried Chickenz"?? Gackt japán énekes válogatáslemeze, mely 2010. június 23-án jelent meg a Nippon Crown kiadónál. Tizedik helyezett volt az Oricon slágerlistáján. A Billboard Japan Top Albums listáján 9. volt.

## Az együttes
2010. április 17-én Gackt bejelentette, hogy a Nippon Crown kiadótól az Avex Grouphoz szerződik át. A kiadótól való távozása előtt létrehozta a Yellow Fried Chikenz együttest, melynek tagjai közé tartozott Chachamaru és Jamada Sinja (Luna Sea). Júniusban és augusztusban országos turnéra indult velük, közben júliusban első európai turnéja keretében Londonban, Párizsban, Barcelonában, Münchenben és Bochumban lépett fel.
2011 júliusában és augusztusában másodszor turnézott Európában a Yellow Fried Chickenzzel, kilenc országban 14 koncertet adott, köztük Budapestre is ellátogatott. Ezt japán turné követte, melynek bevételei a Japán Vöröskereszthez kerültek. 2012. július 4-én a Nippon Budókanban tartott fellépésük volt az utolsó; a Yellow Fried Chickenz ezt követően feloszlott.

## Számlista
Az összes dalszöveg szerzője Gackt C.; az összes szám szerzője Gackt C. (kivéve 9, 12, 14).
| #   | Cím | Hossz |
| --- | --- | ----- |
| 1.  | Zan 斬～ZAN～ () (Slash)                                                                                           |       |
| 2.  | Dybbuk |       |
| 3.  | Nine Spiral |       |
| 4.  | Speed Master |       |
| 5.  | Lu:na |       |
| 6.  | Kimi ga matteiru kara (君が待っているから) (Because You Are Waiting)                                               |       |
| 7.  | Mind Forest |       |
| 8.  | White Eyes |       |
| 9.  | Justified |       |
| 10. | Jesus |       |
| 11. | Flower |       |
| 12. | Kagero |       |
| 13. | Uncontrol KyoukiRanbu edition (Mar. 21, 2010 Live ver.) (UNCONTROL ♂狂喜乱舞edition♂ (Mar. 21, 2010 LIVE ver.) ()) |       |
| 14. | Justified (Mar. 21, 2010 Live ver.)                                                                                |       |